# Moore Yaski Sivan Architects

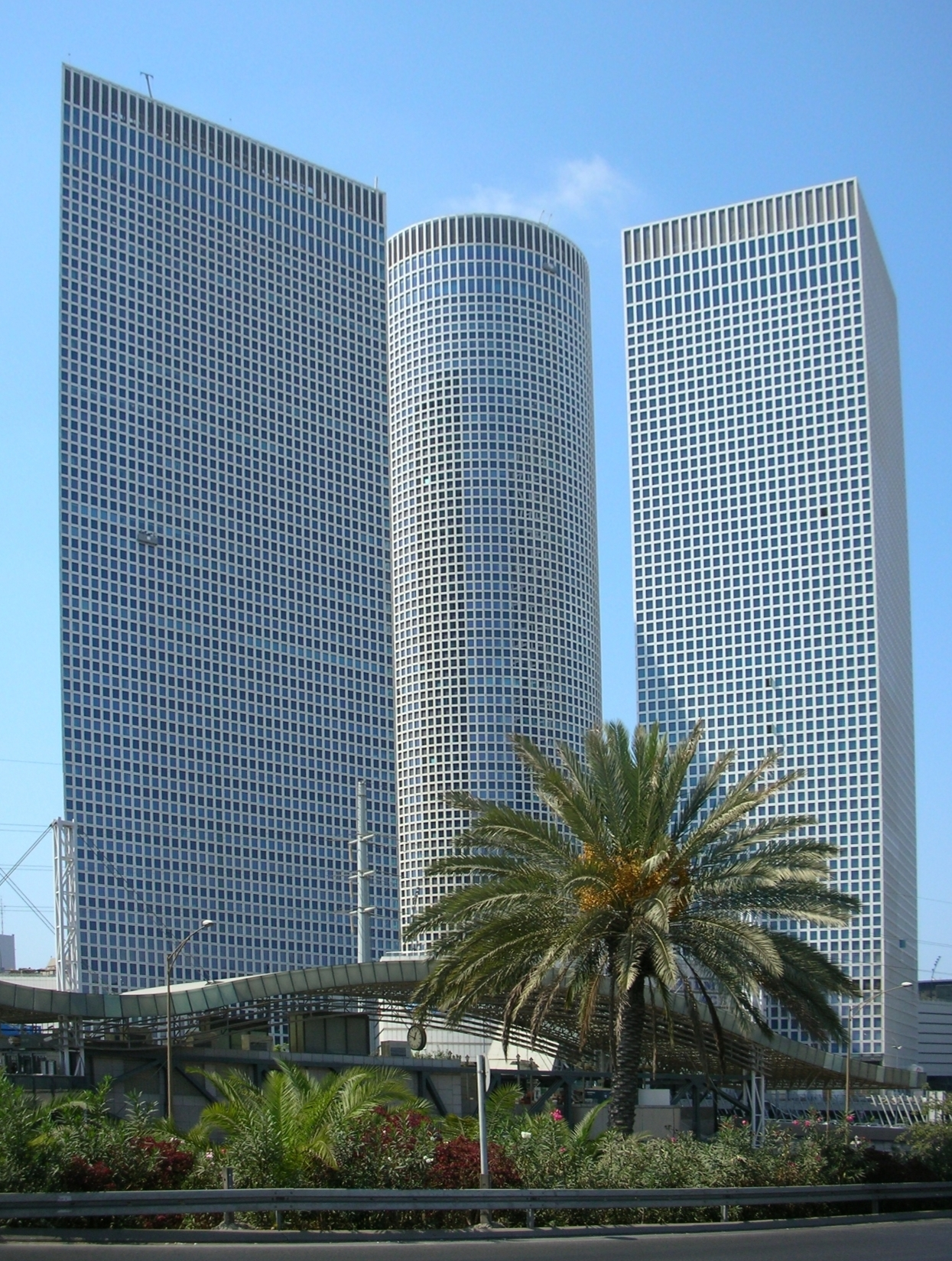
Центр Азріелі

Moore Yaski Sivan Architects — одне з найбільших ізраїльських архітектурних бюро засновано в Тель-Авіві в 1965 році Авраамом Яскі. Брало участь у деяких найбільших проектах країни.

## Найбільші роботи
- BSR Towers в Рамат-Ґані, 2004
- Вежа Маткал в Тель-Авіві, 2005
- Башта Банку Дисконт в Тель-Авіві, 2006
- Вежі Акіров в Тель-Авіві, 2006
- Центр Азріелі в Тель-Авіві, 2007
- Ю Тель-Авів в Тель-Авіві, 2007
- Elco International Tower в Тель-Авіві, 2011